# Великі річки Франції

Мапа басейнів найбільших річок Франції.

Великі річки Франції (фр. les grands fleuves de la France) — традиційне позначення річок, басейни яких охоплюють основну територію Франції. Попри те, що загальна довжина судноплавних річок в метрополії Франції у сучасних кордонах становить близько 8500 км, значна частина території належить до кількох великих річкових басейнів, які утворені так званими Великими річками. З давніх часів і аж до кінця XVIII століття традиційно виділяли чотири Великі річки: Гаронна, Луара, Рона та Сена. З початку XIX століття, після територіальних надбань, пов'язаних з революційними війнами, до Великих річок Франції додають також Рейн, що протікає східним кордоном країни. Таке трактування зберігається досі.

## Список річок
| Річка                                                   | Впадає            | Довжина, км | Довжина, км | Площа басейну у Франції, км2 | Ср. витрата води в гирлі, м3/с. | Фото                                                      |               |
| Річка                                                   | Впадає            | всього      | у Франції   | Площа басейну у Франції, км2 | Ср. витрата води в гирлі, м3/с. | Фото                                                      |               |
| ------------------------------------------------------- | ----------------- | ----------- | ----------- | ---------------------------- | ------------------------------- | --------------------------------------------------------- | ------------- |
| Гаронна фр. Garonne окс. Garona ісп. Garona кат. Garona | Атлантичний океан | 575         | 522         | 56000                        | 690                             | Гаронна в Тулузі                                          | [ 8 ]         |
| Луара фр. Loire окс. Léger брет. Liger                  | Атлантичний океан | 1020        | 1020        | 115120                       | 910                             | Луара в Блуа                                              | [ 9 ] [ 10 ]  |
| Рейн фр. Rhin нім. Rhein нід. Rijn                      | Північне море     | 1320        | 188         | 24000                        | 2300                            | Міст через Рейн на кордоні Франції, Німеччині і Швейцарії | [ 11 ] [ 12 ] |
| Рона фр. Rhône окс. Ròse                                | Середземне море   | 812         | 522         | 95500                        | 1700                            | Злиття Рони (ліворуч) і Дрома                             | [ 13 ] [ 14 ] |
| Сена фр. Seine                                          | Ла-Манш           | 776         | 776         | 78650                        | 560                             | Сена в Парижі                                             | [ 15 ]        |